# Francesco Ferruccio
«Франческо Ферруччо» (італ. Francesco Ferruccio) — броненосний крейсер типу «Джузеппе Гарібальді» Королівських ВМС Італії кінця XIX століття. 

## Історія створення
Крейсер «Франческо Ферруччо» був закладений 18 серпня 1898 року на верфі Арсеналу флоту Венеції. Свою назву отримав на честь флорентійського кондотьєра Франческо Ферруччі. Спущений на воду 23 квітня 1902 року, вступив у стрій 1 жовтня 1905 року.

## Історія служби
Після вступу у стрій крейсер «Франческо Ферруччо» у 1905 році взяв участь у навчаннях флоту. У 1906 році  разом з однотипними крейсерами «Джузеппе Гарібальді» та «Варезе» відвідав Марсель. У 1909-1910 роках здійснив похід до берегів Леванту.

### Італійсько-турецька війна
З початком італійсько-турецької війни ««Франческо Ферруччо»» разом з крейсерами «Джузеппе Гарібальді» та «Варезе» був включений до складу 4-го Дивізіону 2-ї Ескадри італійського середземноморського флоту. 3-4 жовтня 1911 року вони обстріляли Триполі. 
24 лютого 1912 року «Франческо Ферруччо» та «Джузеппе Гарібальді» поблизу Бейруту потопили  турецький броненосець «Авні-Іллах» та міноносець «Анкара».

### Перша світова війна
Після вступу Італії у Першу світову війну «Франческо Ферруччо» був включений до складу 5-го Дивізіону крейсерів, який базувався у Бріндізі. 
Дивізіон здійснив кілька походів для обстрілу австро-угорського узбережжя поблизу Рагузи. Але після загибелі крейсерів «Джузеппе Гарібальді» та «Амальфі» італійський флот різко знизив активність у північній частині Адріатичного моря, обмежуючись лише постановкою мін. «Франческо Ферруччо» практично не залучався до активних бойових дій.

### Подальша служба
З 1919 року корабель використовувався як навчальний. У 1922 році він офіційно був перекласифікований в навчальний корабель морського училища в Ліворно.
У 1929 році корабель був роззброєний, а 1 квітня 1930 року крейсер був виключений зі складу флоту та зданий на злам.